# Cylindromyia rufifemur
Cylindromyia rufifemur là một loài ruồi trong họ Tachinidae.